# Meteorium patentissimum
Meteorium patentissimum là một loài Rêu trong họ Meteoriaceae. Loài này được (Hampe) Kindb. mô tả khoa học đầu tiên năm 1891.